# Schloss Stillhorn

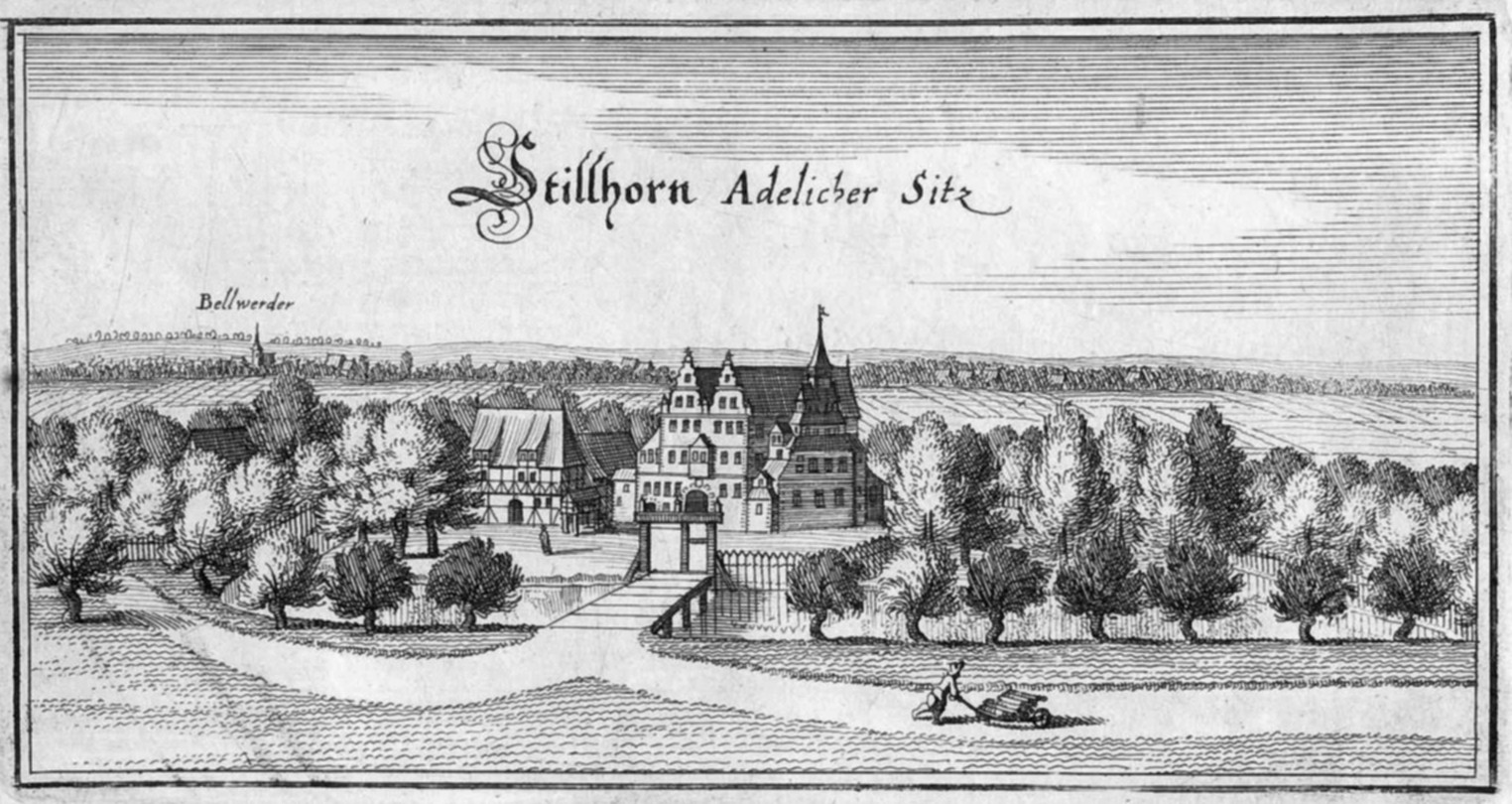
Schloss Stillhorn, Kupferstich um 1645 von Matthäus Merian

Das Schloss Stillhorn war ein Schloss auf der Insel Stillhorn in Hamburg-Wilhelmsburg, das vor 1724 abgerissen wurde.

## Geschichte
Um 1600 wurde die Burg von der adligen Familie Grote erbaut. Die Insel Stillhorn war seit dem Mittelalter im Besitz dieser Familie, die sie eingedeicht hatte.    Nach dem Tod des Johann Grote stritten sich 1658 dessen vier Söhne um das Gut. Im Jahr 1672 erwarb Herzog Georg Wilhelm von Braunschweig-Lüneburg (1624–1705) den adeligen Besitz von den zerstrittenen Brüdern. Die Gebrüder Groten erhielten im Tausch die herzogliche Domäne Kirchhof, die fortan Neuhof hieß.
Georg Wilhelm von Braunschweig-Lüneburg ließ die zum Gut gehörenden Elbinseln eindeichen und nannte die Ortschaft um Stillhorn Wilhelmsburg. Das Schloss sollte seiner Tochter Sophie Dorothea von Braunschweig-Lüneburg (1666–1726) Wohnsitz und das Land zu ihrem Unterhalt dienen. Sophie Dorothea wurde nach der Königsmarck-Affäre auf Schloss Ahlden verbannt. Ihr Mann Georg Ludwig, der das Schloss 1705 von seinem Schwiegervater erbte, ließ es verfallen. Nach dem Abriss wurde auf den Grundmauern 1724 das Amthaus errichtet.